# Différence de marche

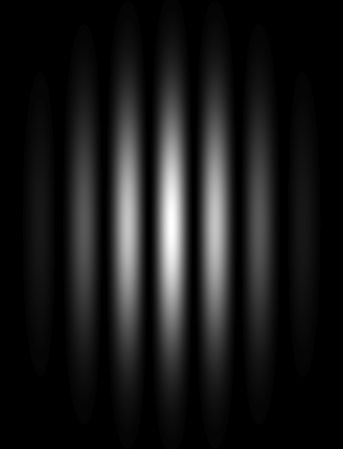
Figure d'interférences des fentes d'Young.

En optique ondulatoire, la différence de marche (parfois différence de chemin optique de l'anglais optical path difference) entre deux rayons lumineux est la différence des chemins optiques parcourus par ces deux rayons. Cela permet d'évaluer le retard, ou le déphasage (si on parle d'une onde monochromatique), qu'un de ces rayons a par rapport à l'autre. 
Pour deux sources, S1 et S2, interférant au point P, la différence de marche δ vaut δ = PS2-PS1, si PS1 et PS2 désignent les chemins optiques des sources S1 et S2 au point P, c'est-à-dire la distance parcourue par le rayon pondérée par l'indice optique des milieux traversés.
Cette grandeur est souvent utilisée dans les calculs d'interférences. En effet, l'interférence de deux rayons lumineux qui se rencontrent dépend du retard qu'ils présentent l'un par rapport à l'autre.
- Si les deux ondes sont superposables, alors leurs amplitudes s'ajoutent. On dit aussi qu'elles sont en coïncidence ou en phase. L'intensité lumineuse est alors maximale. On parle d'interférences constructives. Et on obtient la relation suivante : {\displaystyle \delta =k\lambda } ; ({\displaystyle \forall k\in \mathbb {Z} })
- Si les deux ondes sont exactement opposées, alors leurs amplitudes s'annulent. On dit qu'elles sont en anti-coïncidence ou en opposition de phase. L'intensité lumineuse est alors nulle. On parle d'interférences destructives. Et on obtient la relation : {\displaystyle \delta =(k+{\frac {1}{2}})\lambda } ; {\displaystyle (\forall k\in \mathbb {Z} )}

C'est pourquoi on observe des franges alternativement brillantes et sombres sur une figure d'interférences comme celle des fentes de Young (voir figure ci-contre).